# Rogério Andrade Barbosa
Rogério Andrade Barboso, född 1947 i Minas Gerais, Brasilien
är lärare, författare och berättare som gett ut mer än 100 böcker och deltagit vid litterära arrangemang och bokmässor i Latinamerika, Afrika, Kina och Europa.

## Författarskap
Barbosas specialintresse för afrikansk kultur präglar hans författarskap